# Општина Свети Никола
Општина Свети Никола (мкд. Општина Свети Николе) је једна од 9 општина Вардарског региона у Северној Македонији. Седиште општине је истоимени град Свети Никола.

## Положај
Општина Свети Никола налази се у средишњем делу Северне Македоније. Са других страна налазе се друге општине Северне Македоније:
- север — Општина Куманово
- североисток — Општина Кратово
- исток — Општина Пробиштип
- југоисток — Општина Штип
- југ — Општина Лозово
- југозапад — Општина Велес
- запад — Општина Петровец

## Природне одлике
Рељеф: Општина Свети Никола припада области равног и плодног Овчег поља, које са запада, севера и истока затварају брегови и брда Родопских планина.
Клима у општини је умерено континентална.
Воде: Већина водотока је мала и кратка, а најзначајнија од њих је Светиниколска река, која се слива ка југу и утиче у реку Брегалницу.

## Становништво
Општина Свети Никола имала је по последњем попису из 2002. г. 18.497 ст., од чега у седишту општине 13.280 ст (72%). Општина је ретко насељена, посебно сеоско подручје.
Национални састав по попису из 2002. године био је:
|           | Број   | Постотак |
| Укупно    | 18.497 | 100%     |
| Македонци | 18.005 | 97,3%    |
| Власи     | 238    | 1,3%     |
| остали    | 254    | 1,4%     |

## Насељена места
У општини постоји 32 насељена места, једно градско и 31 село:
| - Свети Никола - Алакинце - Амзабегово - Арбасанци - Богословец - Буриловци - Горње Ђуђанце | - Горње Црнилиште - Горобинци - Делисинци - Доње Ђуђанце - Доње Црнилиште - Ерџелија - Кадрифаково | - Кнежје - Крушица - Макреш - Малино - Мездра - Мечкујевци - Мустафино | - Немањица - Орел - Павлешенци - Патетино - Пеширово - Преход - Ранчинци | - Сопот - Стануловци - Стањевци - Стројиманци - Трстеник |  |